# Rúzsa Magdolna
Rúzsa Magdolna (Verbász, Jugoszlávia, 1985. november 28. –) Máté Péter-díjas magyar énekes szövegíró, dalszerző. A TV2 Megasztár című tehetségkutató műsorának harmadik győzteseként vált ismertté.

## Pályafutása

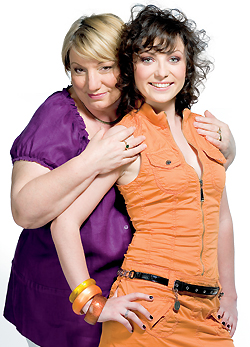
Édesanyjával a Nők Lapja fotózásán (2008)

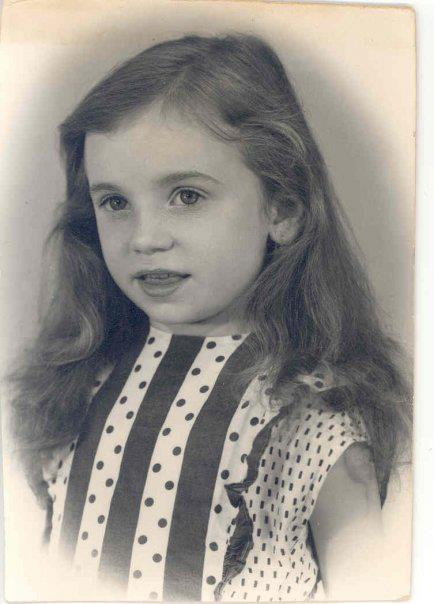
Gyermekkorában

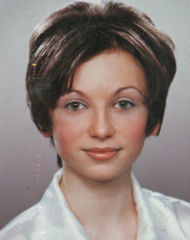
Érettségi tablóképe

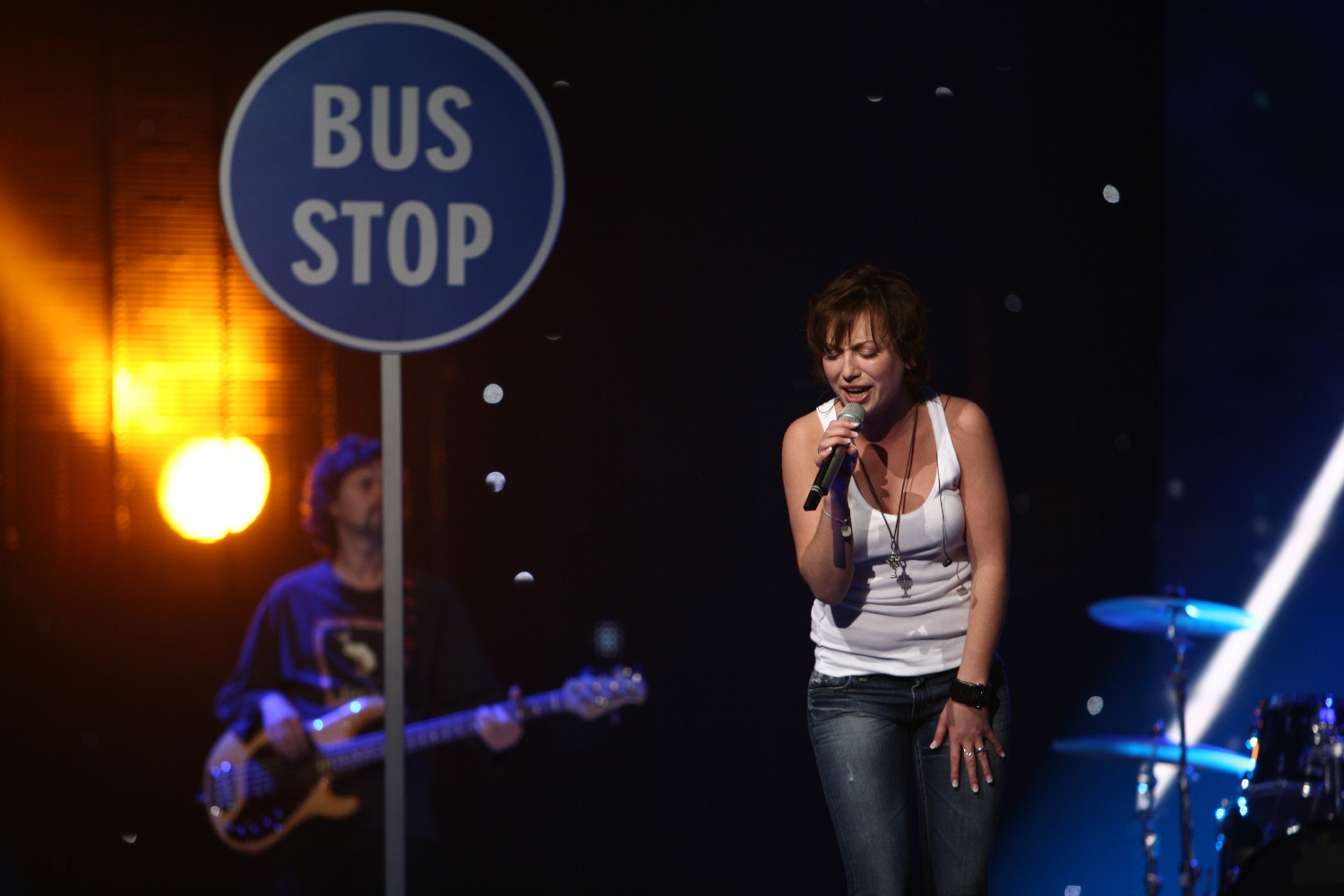
Az Unsubstantial Bluest énekli a 2007-es Eurovíziós Dalfesztiválon, Helsinkiben

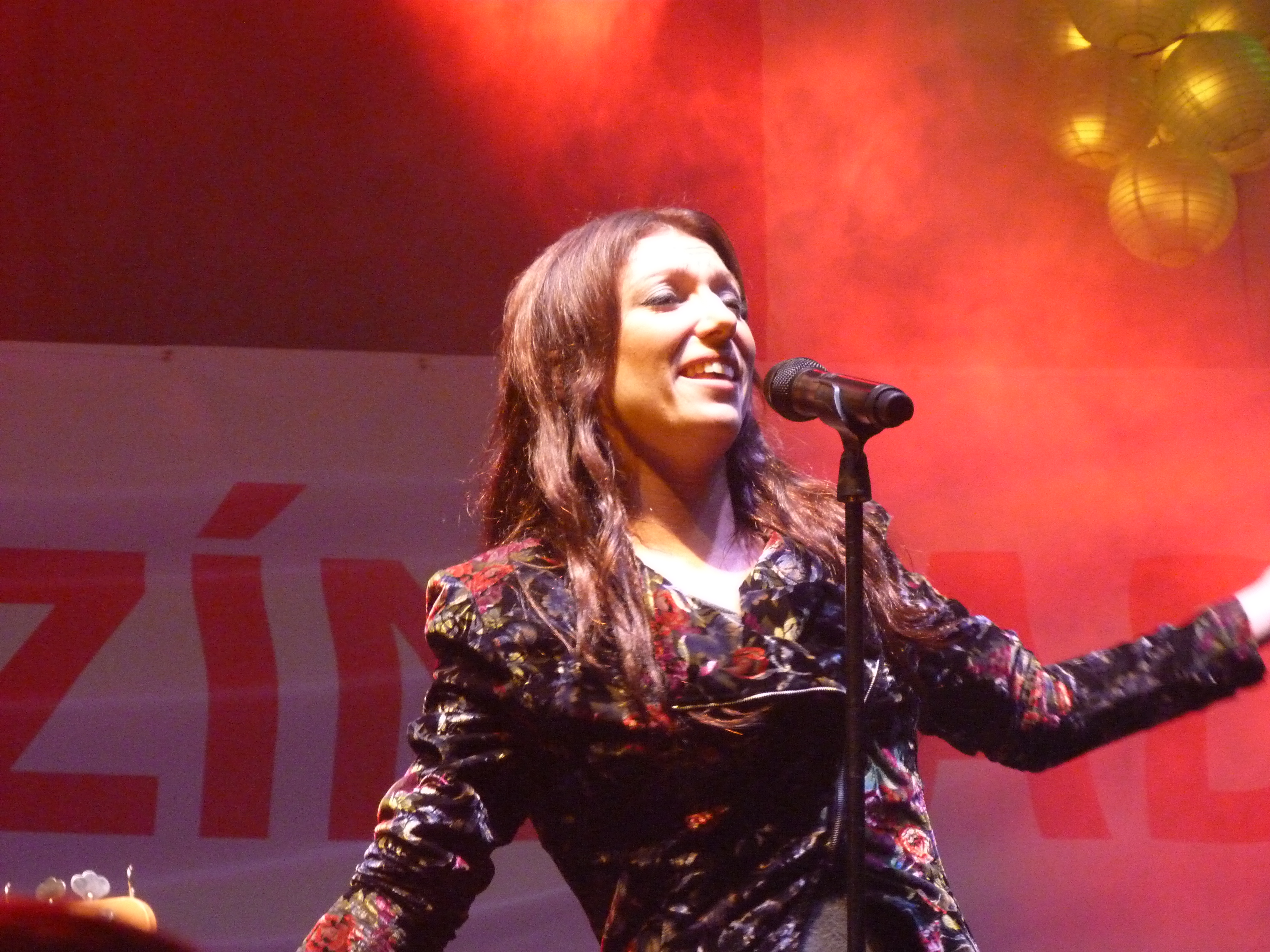
A Budai Várnegyedben, 2014

Az általános iskolát falujában, Kishegyesen végezte, az Ady Endre Kísérleti Általános Iskolában. Ezután a szabadkai egészségügyi középiskolában szülésznőnek tanult, majd fél év szakmai gyakorlat után államvizsgát tett.
Kisgyerekkorától fogva énekel. Első igazán meghatározó zenei sikerét 2004-ben szerezte: a zentai „Farsangi Ki mit tud”-on megnyerte a könnyűzenei kategóriát. Ugyanezekben az években énekesként csatlakozott egy bácsfeketehegyi amatőr zenekarhoz, a Madnesshez.
2005-ben jelentkezett a TV2 tehetségkutató műsorába, a Megasztár harmadik szériájába, amit 2006-ban meg is nyert. A boltokban megjelent az első nevéhez köthető kiadvány A döntőkben elhangzott dalok címmel, valamint első stúdiólemezét is piacra dobta 2006. november 28-án Ördögi angyal címmel.
A 2007-es évet végigkoncertezte, és ő képviselte Magyarországot az Eurovíziós Dalfesztiválon Helsinkiben az Unsubstantial Blues című dalával, amit Kovács Kati Várlak c. dala ihletett. A verseny döntőjében a kilencedik helyezést érte el. A koncertsorozat kiemelkedő eseménye volt a június 30-án megrendezett Kapcsolat koncert, amelyről időközben a fővárosba költözve később DVD-t és hanglemezt is kiadott.
2008. november 5-én jelent meg második önálló stúdiólemeze Iránytű címmel, amely aranylemez minősítést ért el. Szintén ugyanebben az évben a Megasztár negyedik évadában Király Viktor duettpartnere volt.
2009. szeptember 17-én megkapta a magyar állampolgárságot.
2010-ben megjelent a Gábriel című dala, amely eredetileg egy horvát dal (Doris Dragović – Gabrijel), és a magyar változatban is délszláv hangzásvilággal és egy kis gitárjátékkal van megfűszerezve. A dal Geszti Péter magyar szövegével, Novák Péter és Toma Ferenc hangszerelésében hatalmas sláger lett.
2011. november 16-tól önálló estet is tart a Pesti Színházban Magdaléna Rúzsa címmel, amelyet 2013 decemberéig több mint 40 ezren néztek-hallgattak meg.
2012. november 11-én jelent meg 3. stúdiólemeze Tizenegy címmel, amely 2013 márciusára elérte a platinalemez minősítést. Ez az első lemez, melyen nem Rúzsa Magdi, hanem már Rúzsa Magdolna néven szerepel.
2013 februárjától az M1 A Dal című eurovíziós dalválasztó műsornak az egyik zsűritagja lett, Csiszár Jenő, Rákay Philip, Rakonczai Viktor és Kovács Kati mellett.
2014. november 28-án jelent meg negyedik koncertalbuma Dalok húrokra és fúvósokra címmel. A dupla CD-n és DVD-n a Művészetek Palotájában adott nagy sikerű 2013-as koncertje került kiadásra.
2015 novemberében Presser Gáborral közös turnéra indult, az Angyal mellettem címmel. 2016-ban tovább folytatódott a turné.
2016. február 26-án és 27-én telt házas koncertet adott az Arénában. Ezzel ünnepelve, hogy akkor tíz éve volt a pályán, és pont tíz éve nyerte meg az Arénában a Megasztárt.
2016. november 25-én megjelent a 10 éves jubileumi Aréna koncertjéről készült CD és DVD lemez, továbbá a negyedik stúdióalbuma Érj hozzám címmel, amelyen nyolc új dal mellett megtalálható a korábban megjelent Április, Tejút és a címadó dal is.
2018. március 13-án, a nemzeti ünnep alkalmával adták át először a Máté Péter-díjat, amely egy könnyűzenészeknek járó állami kitüntetés, a díjazottak között volt Rúzsa Magdolna is. 
„32 évesen, amikor az ember tudja, hogy hogyan és honnan indult el, akkor tényleg mond valamit, jelent valamit, hogy engem érdemesnek találtak erre a díjra.”
2019-ben kiadta a Lélekcirkusz c. albumot, amelyet – az elmúlt évek pörgős dalai után – alapvetően rendhagyónak tervezett meg és teljes egészében sanzonnal átitatott stílusban vett fel. Az albumról csak egy dal került ki animációs klipként, a Széldal.
2020-ban kiadta az "1x fent, 1x lent" című dalát. 2021 áprilisában megjelent a Szembeszél című dala. A szövege a pandémiával kapcsolatos. 2021-ben kiadta a Karma című albumot – először hanglemezen és elektronikus formában, majd CD-n is. Még abban az évben videóklip készült a címadó Karma és a Domine című dalhoz.
2022-ben Papírsárkány címmel készített új dalt, amelyet újszülött gyermekei inspiráltak. Szeptemberében felkérésre elkészítette a Nagy Fradi Lemezre az Olé című dalt. A zene hajaz saját stílusaira, de kifejezetten a sportindulókra is, habár szövege akár szerelmes-spirituális formában is értelmezhető. 2023 januárban bemutatta a hozzá készült videoklipet is.
2023. február 24-re és 25-re Aréna koncertet tartott. Február 24-én új dalt adott ki Elmegyek címmel. Zenei világában – a többnyire megszokott hangzások mellett – billentyűzéssel és jazz gitárral ezúttal több stílusát keverte össze egy szerzeménybe.
2024. február 23.-24. napok között újra dupla Aréna koncerteket tartott. Ezúttal speciálisan rendhagyó módon színházi-cirkuszi módszerekhez hasonlítva történeti előadásokkal kötött össze 2-3 dalt és ráadásul a koncert közepére egy szimfonikus jazz programelem is került. Az előadásokat artisták, táncosok, óriási mozgatott makettbábuk színesítették. A szimfonikus jazz blokkban pedig a Gábriel dal mellett vajdasági dalok voltak hallhatók.
2024. április 5-én – eddigi szokásától eltérően – a Spotify-on jelentett meg új dalt Matricákkal elnevezve.
A szerzői adatbázisban 47 bejegyzéssel szerepel szövegíróként, esetenként zeneszerző-szövegíró változatban. Szerzeményei mind magyar nyelvűek.
2024-ben a Megasztár hetedik évadának egyik zsűritagja, a műsor fináléjában a győztes Gudics Mátéval duettezett. Még ez év decemberében megkapta Magyarországon adható egyik legnagyobb presztízzsel járó Prima Primissima díjat. A díj történetében Koncz Zsuzsa és Kovács Kati után ő a harmadik, de a legfiatalabb könnyűzenei énekesnő aki ebben az elismerésben részesült.

## Magánélete
Férje Simon Vilmos villamosmérnök, egyetemi tanár. 2017-ben házasodtak össze. 2022 februárjában hármasikreik születtek: Lujza, Keve és Zalán.

## Diszkográfia

### Stúdiólemezek
| Év   | Album | Legmagasabb helyezés                   | Minősítés      |
| Év   | Album | MAHASZ Top 40 album- és válogatáslemez | Minősítés      |
| ---- | --- | -------------------------------------- | -------------- |
| 2006 | Ördögi angyal - Megjelenés: 2006. november 20.                                                                  | 1                                      | 2×Platinalemez |
| 2008 | Iránytű - Megjelenés: 2008. november 6.                                                                         | 2                                      | Aranylemez     |
| 2012 | Tizenegy - Megjelenés: 2012. november 11.                                                                       | 1                                      | 2×Platinalemez |
| 2016 | Érj hozzám - 4. stúdióalbum - Megjelenés: 2016. november 25.                                                    | 2                                      | Platinalemez   |
| 2018 | Aduász - 5. stúdióalbum - Megjelenés: 2018. december 7.                                                         | 1                                      | Platinalemez   |
| 2019 | Lélekcirkusz - 6. stúdióalbum - Megjelenés: 2019. április 26.                                                   | 4                                      |                |
| 2020 | Angyalkert (Musical részlet az azonos című mesekönyv alapján) - 7. stúdióalbum - Megjelenés: 2020. november 24. |                                        |                |
| 2021 | Karma - 8. stúdióalbum - Megjelenés: 2021. április 11.                                                          | 1                                      |                |
| 2025 | Tempera - 9. stúdióalbum - Megjelenés: 2025. február 10.                                                        |                                        |                |

### Koncertlemezek
| Év   | Album                                                                                 | Legmagasabb helyezés                   | Minősítés      |
| Év   | Album                                                                                 | MAHASZ Top 40 album- és válogatáslemez | Minősítés      |
| ---- | ------------------------------------------------------------------------------------- | -------------------------------------- | -------------- |
| 2006 | A döntőkben elhangzott dalok - Megjelenés: 2006. június 6.                            | 1                                      | 3×Platinalemez |
| 2007 | T-Mobile Kapcsolat koncert - Megjelenés: 2007. november 1.                            | 7                                      | Platinalemez   |
| 2011 | Magdaléna Rúzsa - Megjelenés: 2011. november 28.                                      | 2                                      | 2×Platinelemez |
| 2014 | Dalok húrokra és fúvósokra - 4. koncertalbum, 2. DVD - Megjelenés: 2014. november 28. | 2                                      | Platinalemez   |
| 2016 | Aréna koncert - 5. koncertalbum, 3. DVD - Megjelenés: 2016. november 25.              | 3                                      | Platinalemez   |
| 2018 | Aréna koncert 2018 - 6. koncertalbum, 4. DVD - Megjelenés: 2018. december 7.          | 10                                     |                |
| 2023 | Aréna koncert 2023 - 7. koncertalbum - Megjelenés: 2023. október 6.                   |                                        |                |

### Slágerlistás dalok
| Év                  | Dal                                                          | Legmagasabb helyezés | Legmagasabb helyezés          | Legmagasabb helyezés | Legmagasabb helyezés        | Legmagasabb helyezés | Legmagasabb helyezés | Album                                            |
| Év                  | Dal                                                          | Mahasz Single Top 40 | Mahasz Editors' Choice Top 40 | Mahasz Rádiós Top 40 | Mahasz Magyar Rádiós Top 40 | Mahasz Stream Top 40 | Svédország           | Album                                            |
| ------------------- | ------------------------------------------------------------ | -------------------- | ----------------------------- | -------------------- | --------------------------- | -------------------- | -------------------- | ------------------------------------------------ |
| 2006                | Most élsz                                                    | 10                   | 10                            | 2                    | –                           | –                    | –                    | A döntőkben elhangzott dalok                     |
| 2007                | Aprócska Blues / Unsubstantial Blues                         | –                    | 35                            | 9                    | –                           | –                    | 59                   | Ördögi angyal                                    |
| 2007                | Hip-Hop                                                      | 2                    | 23                            | 6                    | –                           | –                    | –                    | Ördögi angyal                                    |
| 2008                | Vigyázz a madárra                                            | –                    | –                             | 9                    | –                           | –                    | –                    | Ördögi angyal                                    |
| 2010                | Gábriel                                                      | 2                    | 22                            | 10                   | –                           | –                    | –                    | Magdaléna Rúzsa                                  |
| 2011                | Tárd ki a szíved                                             | –                    | –                             | 33                   | 33                          | –                    | –                    | Tizenegy                                         |
| 2012                | Ná-ná-ná                                                     | –                    | –                             | 30                   | –                           | –                    | –                    | Tizenegy                                         |
| 2013                | Szerelem                                                     | 4                    | 2                             | 3                    | 22                          | –                    | –                    | Tizenegy                                         |
| 2013                | Egyszer                                                      | 4                    | –                             | –                    | –                           | –                    | –                    | Tizenegy                                         |
| 2014                | Nélküled                                                     | 7                    | 1                             | 1                    | –                           | –                    | –                    | Nem jelent meg albumon                           |
| 2014                | Egyszer km.Csík zenekar                                      | 1                    | –                             | –                    | –                           | 1                    | –                    | Egyszer (EP)                                     |
| 2014                | Rock and roller km.Csík zenekar                              | 12                   | –                             | –                    | –                           | –                    | –                    | Egyszer (EP)                                     |
| 2014                | Fehér Galamb km.Csík zenekar                                 | 16                   | –                             | –                    | –                           | –                    | –                    | Egyszer (EP)                                     |
| 2014                | Ég és föld km. Lotfi Begi és Madarász Gábor                  | –                    | 6                             | 18                   | 12                          | –                    | –                    | Aréna koncert                                    |
| 2015                | Április                                                      | 4                    | 1                             | 5                    | 15                          | –                    | –                    | Érj hozzám                                       |
| 2015                | Angyal mellettem Presser Gáborral                            | 11                   | –                             | –                    | –                           | –                    | –                    | Aréna koncert                                    |
| 2015                | Tejút                                                        | 28                   | 3                             | 4                    | 22                          | –                    | –                    | Érj hozzám                                       |
| 2016                | Érj hozzám                                                   | 9                    | 8                             | 3                    | 6                           | –                    | –                    | Érj hozzám                                       |
| 2016                | Jel                                                          | 38                   | 11                            | 8                    | 1                           | –                    | –                    | Érj hozzám                                       |
| 2017                | Éden                                                         | –                    | 17                            | 10                   | 1                           | –                    | –                    | Érj hozzám                                       |
| 2017                | Mosd fehérre                                                 | 30                   | –                             | 26                   | 12                          | –                    | –                    | Érj hozzám                                       |
| 2018                | Légzés                                                       | 6                    | 7                             | 24                   | 1                           | –                    | –                    | Aduász                                           |
| 2018                | Aduász                                                       | 15                   | 9                             | 27                   | 1                           | –                    | –                    | Aduász                                           |
| 2019                | Mona Lisa                                                    | 9                    | 6                             | 13                   | 1                           | –                    | –                    | Aduász                                           |
| 2019                | Hazatalálsz                                                  | –                    | 12                            | 8                    | 2                           | –                    | –                    | Aduász                                           |
| 2020                | Most élsz (Maradj otthon!)                                   | 13                   | –                             | 21                   | –                           | –                    | –                    | Nem jelent meg albumon                           |
| 2020                | Lesz, ahogy lesz                                             | 18                   | 5                             | 10                   | 1                           | –                    | –                    | Aduász                                           |
| 2020                | 1 x fent 1 x lent                                            | 14                   | 6                             | 9                    | 1                           | –                    | –                    | Nem jelent meg albumon                           |
| 2020                | Szeretni, akit nem lehet (Halott Pénz feat. Rúzsa Magdi dal) | 2                    | 9                             | 7                    | 1                           | 28                   | –                    | Ha mindenkit boldoggá akarsz tenni, árulj fagyit |
| 2021                | Szembeszél                                                   | –                    | 6                             | 6                    | 1                           | –                    | –                    | Karma                                            |
| 2021                | Karma                                                        | –                    | 26                            | –                    | 3                           | –                    | –                    | Karma                                            |
| 2022                | Papírsárkány                                                 | 26                   | 20                            | –                    | 7                           | –                    | –                    | Nem jelent meg albumon                           |
| 2022                | Olé                                                          | –                    | –                             | –                    | 20                          | –                    | –                    | A nagy Fradi lemez                               |
| 2023                | Elmegyek                                                     | 2                    | 3                             | 27                   | 1                           | –                    | –                    | Nem jelent meg albumon                           |
| 2023                | Kék a szívem (Szakács Gergővel)                              | 19                   | 9                             | 32                   | 3                           | –                    | –                    | Nem jelent meg albumon                           |
| 2023                | Rosszlány (Lotfi Begivel)                                    | –                    | 11                            | 24                   | 2                           | –                    | –                    | Karma                                            |
| 2024                | Matricák                                                     | –                    | –                             | –                    | 13                          | –                    | –                    | Nem jelent meg albumon                           |
| 2024                | Fák alatt                                                    | –                    | –                             | –                    | 17                          | –                    | –                    | Nem jelent meg albumon                           |
| 2025                | Nyári zápor (Lotfi Begivel)                                  | –                    | 2                             | 13                   | 1                           | –                    | –                    | Nem jelent meg albumon                           |
|                     |                                                              | Összesítés           |                               |                      |                             |                      |                      |                                                  |
| 1. helyezett számok | 1. helyezett számok                                          | 1                    | 2                             | 1                    | 11                          | 1                    |                      |                                                  |
| Top 10-be bekerült  | Top 10-be bekerült                                           | 12                   | 17                            | 17                   | 17                          | 1                    |                      |                                                  |
| Top 40-be bekerült  | Top 40-be bekerült                                           | 24                   | 26                            | 29                   | 26                          | 2                    |                      |                                                  |

## Ismertebb dalai
| - Most élsz (2006) - Aprócska Blues (2007) - Hip-Hop (2007) - Nekem nem szabad (2007) - Vigyázz a madárra (2008) - Rövid utazás (2008) - Nem maradunk (2008) - Édes, veszélyes élet (2008) - A bolondok hajója (2009) (duett Hobóval) - Gábriel (2010) - Tárd ki a szíved (2011) - Beteg a világ (2011) - Ná-ná-ná (2012) - Szerelem (2013) - Egyszer (2013) - Nélküled (2014) - Ég és föld (2014) - Április (2015) - Angyal mellettem (2015) - Tejút (2015) - Érj hozzám (2016) - Jel (2016) | - Éden (2017) - Mosd fehérre (2017) - Légzés (2018) - Aduász (2018) - Mona Lisa (2019) - Hazatalálsz (2019) - Széldal (2020) - Most élsz (Maradj otthon!) (2020) - Lesz, ahogy lesz (2020) - 1 x fent 1 x lent (2020) - Szeretni, akit nem lehet (2020) (Halott Pénz feat. Rúzsa Magdolna) - Szembeszél (2021) - Karma (2021) - Domine (2021) - Papírsárkány (2022) - Olé (2023) - Elmegyek (2023) - Kék a szívem (2023) - Rosszlány (2023) - Matricák (2024) - Fák alatt (2024) - Nyári zápor (2025) (Lotfi Begivel) |

## Közreműködik
| Év   | Album                                                         | Dal                                                     |
| ---- | ------------------------------------------------------------- | ------------------------------------------------------- |
| 2006 | Nagy szerelmes lemez                                          | Végső vallomás                                          |
| 2006 | Now.hu 7 – A legfrissebb hazai (2CD)                          | Végső vallomás                                          |
| 2006 | Now.hu 8. (2CD) – A legfrissebb hazai                         | Most élsz                                               |
| 2006 | Megasztár Karácsony                                           | Végső vallomás                                          |
| 2006 | Örömkoncert – Lajkó Félix és vendégei (koncertfelvétel)       | Lassan kocsis, Még azt mondják...                       |
| 2007 | Now.hu 10 – A legfrissebb hazai (2CD)                         | Hiphop                                                  |
| 2007 | Eurovision Song Contest Helsinki 2007 (2CD) (Válogatás)       | Unsubstantial Blues                                     |
| 2007 | Megasztár All Star                                            | The Winner Takes It All, Road Runner, Csillagokat látsz |
| 2007 | Dívák                                                         | Most élsz                                               |
| 2008 | Megasztár parádé – A legsikeresebb dalok a legenda kezdetétől | Aprócska blues, Csillagokat látsz                       |
| 2008 | Csináljuk a fesztivált 3. (CD+DVD)                            | I will Survive (Gloria Gaynor)                          |
| 2009 | Presser Gábor: 1 óra az 1 koncertből                          | Nekem nem szabad Az a válasz                            |
| 2009 | Dívák és szerelmek                                            | Nekem nem szabad                                        |
| 2009 | Hobo: Circus Hungaricus                                       | A Bolondok Hajója                                       |
| 2012 | Máté Péter – A 10 legnagyobb sláger mai előadóktól            | Most élsz                                               |
| 2013 | Sztevanovity Zorán – Egypár barát                             | Ederlezi                                                |
| 2013 | A szeretet él                                                 | Tárd ki a szíved                                        |

## Díjai
- Bravo Otto díj (2006, 2007)
- Story Ötcsillag-díj (2006)
- Fonogram díj (2007, 2017, 2024)
- Gundel művészeti díj (2007)

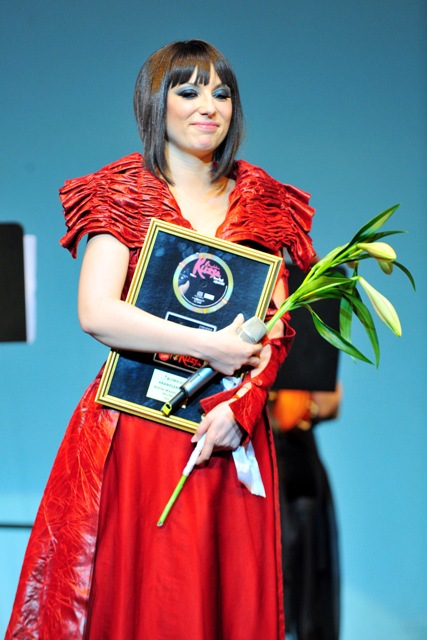
Aranylemezével, 2012. február 14.

- Eurovíziós Dalfesztivál – A Legjobb Dalszerző díja (2007)
- Az év énekesnője (2007, 2010)
- Az év dala (2008)
- Artisjus-díj (2012)[16]
- Budapestért díj (2014)[17]
- Petőfi Zenei Díj – Az év női előadója (2016, 2019, 2020)[18]
- VIVA Comet – A legjobb női előadó (2016)
- Máté Péter-díj – állami kitüntetés (2018)
- Petőfi Zenei Díj – Az év videóklipje (2018)
- II. kerület díszpolgára (2019)[19]
- Prima Primissima díj (2024)[20]

## Portré
- Záróra – Rúzsa Magdi (2010)
- Arckép – Rúzsa Magdi (2015)
- Alinda – Rúzsa Magdi (2017)
- Kettesben Szabó Anettel – Rúzsa Magdi (2017)
- DTK: Elviszlek magammal – Rúzsa Magdi (2018)
- Rúzsa Magdolna – Hazatalálsz – Road Movie Guide Tillával (2020)
- Ez itt a kérdés – Rúzsa Magdi (2020)

## Könyvei
- Ordódy Eszter – Rúzsa Magdolna: Angyalkert – CD melléklettel (2020)
- Rúzsa Magdolna – Vida József: Zümmögés a konyhában – …és végy egy kanál mézet! (2020)